# پنیرک گل‌ریز
پنیرک گل‌ریز (نام علمی: Malva parviflora) نام یک گونه از سرده پنیرک است. این گیاه در مناطق جنوبی ایران از جمله خوزستان، کهگیلویه و بویراحمد، بوشهر، کرمانشاه، فارس، شوشتر، دزفول و اندیمشک به صورت علفی خودرو در مزارع می‌روید و به عنوان سبزی در غذاها مصرف می‌شود.